# 야쿠르트 할아버지
야쿠르트 할아버지(The Yakult Grandpa)는 한국에서 제작된 김성증 감독의 2004년 드라마, 가족 영화이다. 유순철 등이 주연으로 출연하였다.

## 출연

### 주연
- 유순철
- 한성진
- 김명려

## 제작진
- 조명: 전승기
- 녹음: 정광호
- 믹싱: 송수덕
- 미술: 박준용